# Trachysalambria nansei
Trachysalambria nansei is een tienpotigensoort uit de familie van de Penaeidae. De wetenschappelijke naam van de soort is voor het eerst geldig gepubliceerd in 2003 door Sakaji & Hayashi.